# Hrobka rodiny Botschen
Hrobka rodiny Botschen je secesní pohřební kaple s hrobkou postavená v letech 1899–1900. Nachází se na návrší na severním okraji zástavby obce Libouchec v okrese Ústí nad Labem..

## Historie
Rodinou hrobku nechal v secesním slohu postavit v letech 1899–1900 Friedrich Wilhelm Botschen, majitel místní továrny na předení sametu a hedvábí. Hrobka byla dokončena 27. ledna 1900. Botschenova mechanická přádelna sametu zaměstnávala v Libouchci na 300 lidí a její produkce byla zaměřena také na export. Majitel továrny Friedrich Botschen se angažoval i ve veřejném životě v obci, finančně podporoval některé projekty a po roce 1899 se stal prvním obecním radním.
V roce 1931 Botschenovi prodali svou firmu Ferdinandu Eiflerovi. Příslušníci rodiny Botschenů se před začátkem druhé světové války přestěhovali do různých míst ve světě, zejména do Ameriky. Část rodiny žila během války v České Lípě, odkud pak byli tito potomci bratra Friedricha Botschena po roce 1945 odsunuti do Německa. Posledním příslušníkem rodiny Botschenů, pohřbeným v libouchecké rodinné hrobce, byl pravnuk jejího zakladatele Helmut Botschen, který zemřel v roce 1936 ve věku 16 let.
Po roce 1945 a po odsunu německého obyvatelstva se pohřební kaple stávala předmětem řádění vandalů a docházelo zde i k hanobení ostatků, uložených v hrobce pod kaplí. V roce 1965 byl vchod do kaple zazděn, ale k jejímu ničení docházelo i poté. Policie zde vyšetřovala hanobení ostatků, vytahaných z rakví a rozházených po okolí, naposledy v roce 1992. V roce 2016 byla stavba již ve vážném havarijním stavu, hrozilo provalení krovu a úplná devastace objektu.
V roce 2017 hrobku získal do péče Spolek pro obnovu kaple Botschen a zahájil její opravu. Do poloviny roku 2025 byly opraveny střechy a stěny kaple, dveře a vstup byl osazen železnou mříží od uměleckého kováře Stanislava Proška. Nová vitrážová okna zhotovil Jan Karko.

## Popis
Kaple stojí v lesíku východně od silnice II/528. Jedná se o secesní stavbu s obdélníkovým půdorysem. Kaple s věží a zvonem stojí uprostřed parku. Součástí jsou velké železné dveře. Samotné pohřebiště pak bylo vytvořeno v suterénu kaple.